# Alan Clark (musicien)
Pour les articles homonymes, voir Alan Clark et Clark.
Pour les articles ayant des titres homophones, voir Alan Clarke et Allan Clarke (homonymie).
Alan Clark, né le 5 mars 1952 dans le comté de Durham, est un claviériste britannique, membre du groupe Dire Straits de 1980 jusqu'à la fin du groupe. Il a également fait partie du groupe Geordie (l'ancien groupe de Brian Johnson avant qu'il ne remplace Bon Scott au sein de AC/DC en 1980).
Ce claviériste entra dans Dire Straits juste après l'album Making Movies et ne le quitta pas par la suite. Son jeu de claviers apporta une dimension nouvelle au groupe. Cette tendance se confirma et il devint un élément clé de Dire Straits tant en studio qu'en live.